# Kneissl

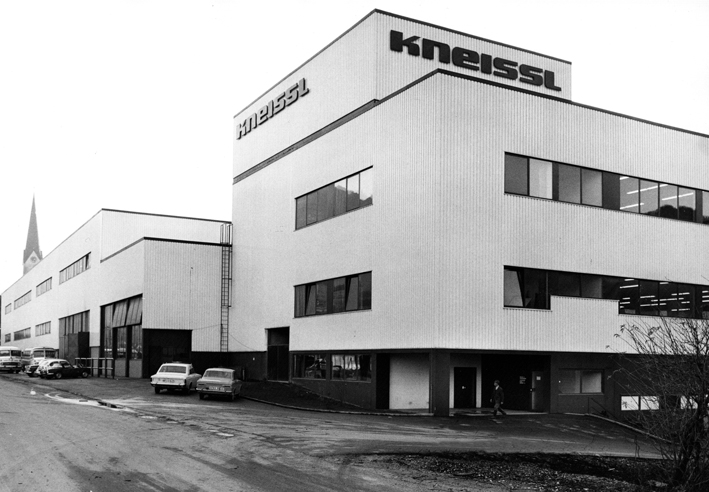
Kneissl fabryka nart - 1956/1969

Kneissl – najstarsza z austriackich firm produkujących narty. Założona przez Franz'a Kneissl'a w roku 1861 w miejscowości Kufstein (firma do dziś ma tam swoją siedzibę), od początku jest znana ze swojej innowacyjności oraz dbałości o jakość – narty były i są wytwarzane w miarę możliwości ręcznie. Ostatnim rewolucyjnym wynalazkiem, wprowadzonym m.in. w modelu PowerGlide, jest zastosowanie mini-płóz na ślizgach nart powodujących lepszą kontrolę podczas skrętów carvingowych i jazdy na wprost. Przedsiębiorstwo jest znane z produkcji kultowych modeli nart zjazdowych, takich jak: White Star, Red Star, Tendon. Produkuje również rakiety tenisowe. Po okresie upadłości firma, dzięki rodzimym inwestorom, została wyprowadzona na prostą.